# Uhamiaji FC
El Uhamiaji FC es un equipo de fútbol de Zanzíbar que juega en la Primera División de Zanzíbar, la primera categoría nacional.

## Historia
Fue fundado en el año 2001 en la ciudad de Unguja como el equipo representante del Departamento de Inmigración de Tanzania, por lo que la mayor parte de sus jugadores provienen de Tanzania o son empleados inmigratorios.
En la temporada 2020/21 logra el ascenso a la Primera División de Zanzíbar por primera vez como campeón de la segunda categoría. Luego de varias temporadas en la primera división donde terminó a mitad de tabla, logra la clasificación a la Copa Confederación de la CAF 2024-25 debido a que el campeón de copa y los equipos ubicados por encima no cumplieron con los requerimientos de la CAF, pero terminó siendo eliminado en la primera ronda por el Al-Ahly Tripoli de Libia, donde ambos partidos los jugó en Libia.

## Palmarés
- Segunda División de Zanzíbar: 1

2020/21

## Participación en competiciones de la CAF
| Temporada | Torneo                       | Ronda         | Club            | Casa | Visita | Global |
| --------- | ---------------------------- | ------------- | --------------- | ---- | ------ | ------ |
| 2024/25   | Copa Confederación de la CAF | Primera ronda | Al-Ahly Tripoli | 0-2  | 1-3    | 1-5    |